# Attilio Celant
Pour les articles homonymes, voir Celant.
Attilio Celant, né le 28 décembre 1942 à Polcenigo en Frioul-Vénétie Julienne, est un économiste, géographe et universitaire italien.
Il est également l’actuel Président de l’Association des alumnis maitres diplômés en économie de l’université La Sapienza de Rome, association qui compte parmi ses membres, quelques-unes des personnalités plus représentatives de l’Intelligentsia économique italienne.
Il obtient sa maitrise en économie et commerce à l’université « La Sapienza » de Rome en 1968. De 1969 à 1972 il est rédacteur auprès de l’Institut de l’Encyclopédie italienne (Treccani) et de 1972 à 2000 il est responsable de la Section géographie et cartographie thématique.
En 1971 il devient enseignant universitaire, en 1972 assistant ordinaire, en 1982 professeur associé, en 1996 professeur extraordinaire et en 1989 professeur ordinaire.

## Comités scientifiques
L’activité scientifique s’est développée dans plusieurs domaines de recherches. Il a affronté les thèmes du développement régional et des déséquilibres territoriaux avec une attention particulière pour la Cause Méridionale ; il a conduit des recherches sur les pays en voie de développement, en particulier dans la région indienne et la zone du Sahel. Il a affronté les thèmes de la méthodologie de la géographie, de l’évolution de la pensée géographique et du rôle des instruments quantitatifs liés à la discipline. Il s’est occupé de problèmes liés au développement du tourisme, aux liens avec le développement économique et avec le territoire. Il a traité le thème du commerce international, avec une particulière attention aux facteurs de la compétitivité du territoire.
Il a participé à de nombreux Congrès Nationaux de Géographie, présentant ses travaux, et conduisant des conférences (en 1986 à Turin) ou invited paper (1996 à Trieste, à l'occasion de la table ronde d’inauguration.
Il a pris part à de nombreux congrès internationaux de géographie, présentant des contributions très appréciées: Montréal (1972), Moscou (1976), Tokyo (1980).

Il est également, membre du Conseil de gestion du Centre des études américaines en Italie et du Conseil d'administration de la Société géographique italienne.

## Distinctions
- Grand officier de l'Ordre du Mérite de la République italienne (reçue à Rome le 2 juin 2005 sur proposition de la Présidence du Conseil des ministres)[3].

## Publications en italien
- A. Celant, Geografia e sviluppo regionale: un approccio metodologico per l'individuazione di unità territoriali intermedie, sur Notiziario di Geografia Economica, Roma, 1970
- A. Celant, Pordenone: la 4ª provincia della regione Friuli-Venezia Giulia, sur Notiziario di Geografia Economica, Roma, 1970
- A. Celant, Didattica e contenuti scientifici della geografia: un divario da attenuare, Le Monnier, Firenze, 1971
- A. Celant, Bolzano: le previsioni demografiche e il ruolo della geografia, sur Notiziario di Geografia Economica, Roma, 1971
- A. Celant, La siderurgia di Bolzano: il caso di un insediamento volontaristico, sur Notiziario di Geografia Economica, Roma, 1971
- A. Celant, Biblioteca di Geografia Economica, Le Monnier, Firenze, 1972
- A. Celant, Indagine sull'insegnamento della geografia a livello d'istruzione secondaria e ipotesi per una didattica multimediale, RAI, Roma, 1972
- A. Celant, La teoria dei Grafi: uno strumento di analisi della geografia economica, sur Rivista di Politica Economica, Roma, 1972
- A. Celant, La siderurgia nel mondo, dans E. Massi, La Geografia dell’acciaio, vol. 2°, Giuffrè, Milano, 1972
- A. Celant, Trasporti e porti del Mezzogiorno nel quadro della politica meridionalista, sur Rivista di Politica Economica, Roma, 1976
- A. Celant et al., Il 23º Congresso geografico internazionale, Società geografica italiana, Roma, 1977
- A. Celant et al., Funzione della geografia in un mondo in trasformazione: Atti del Seminario in onore di C. Della Valle ed E. Migliorini, s.n. , 1977
- A. Celant et al., I nuovi programmi della scuola media: guida all'innovazione didattica e all'educazione democratica, Marsilio, Venezia, 1979
- A. Celant - Il Mezzogiorno italiano, sur Europa e Regione, 1979
- A. Celant avec P. Migliorini, traduction de treize volumes de Geografia e Storia del Mondo, Laterza, Roma-Bari, 1979-80
- A. Celant (sous la dir. de), édition italienne du volume de R. Huggett, Analisi dei sistemi e spazio geografico, Franco Angeli, Milano, 1983
- A. Celant et al., Terzo mondo e nuove strategie di sviluppo, Franco Angeli, Milano, 1983
- A. Celant avec A. Vallega, Il pensiero geografico in Italia, Franco Angeli, Milano, 1984
- A. Celant, La geografia dei divari territoriali in Italia, Sansoni, Firenze, 1986
- A. Celant (sous la dir. de), Nuova città, nuova campagna: l'Italia nella transizione, Pàtron, Bologna, 1988
- A. Celant et al., Nuova città, nuova campagna, spazio fisico e territorio, Pàtron, Bologna, 1988
- A. Celant et al., Struttura urbana e terziario alle imprese, CNR, Milano, 1989
- A. Celant, I fondamenti della Geografia Economica, Kappa, Roma, 1990
- A. Celant, Una classificazione della rete urbana italiana secondo la dotazione di servizi alle imprese, Quaderni di Studi e Ricerche n. 2, Pubblicazione del Dipartimento, Roma, 1990
- A. Celant, Caratteri generali e dinamica recente del fenomeno urbano in Italia sur Il fenomeno urbano in Italia: interpretazioni, prospettive, politiche (sous la dir. de G. Dematteis), Angeli, Milano, 1992
- A. Celant, Città e terziario. I servizi alle famiglie e alle imprese per la valutazione dell’effetto città", Ecologia antropica, gennaio-agosto, 1993
- A. Celant, Il Sahel: un sistema in crisi. Le ragioni alla base del processo di destrutturazione di una regione storico-naturale, sur Rivista Geografica Italiana, dicembre, 1993
- A. Celant, Geografia degli squilibri: i fattori economici e territoriali nella formazione e nell'andamento dei divari regionali in Italia, Kappa, Roma, 1994
- A. Celant, Logica sistemica e compartimentazione territoriale: le “città metropolitane”, Scritti in onore di Mario Lo Monaco, Kappa, Roma, 1994
- A. Celant, Geografia degli squilibri, Kappa, Roma, 1994
- A. Celant, Eliminating the Gap. Public Policies and the Development of the Italian South, Restructuring Processes in Italy, Società Geografica Italiana, Roma, 1994
- A. Celant (sous la dir. de), Sahel. Geografia di una sconfitta, Pacini, Pisa, 1995
- A. Celant, Turismo e squilibri regionali, sur Rivista Geografica Italiana, Firenze, 1999
- A. Celant, Gli apporti del turismo e il loro contributo alla formazione degli squilibri territoriali in Italia, dans M. Colantoni (sous la dir. de) Turismo: una tappa per la ricerca, Pàtron, Bologna, 1999
- A. Celant, Per una geografia del commercio estero italiano, in A. Celant (sous la dir. de) Commercio estero e competitività internazionale. Imprese e squilibri territoriali in Italia, SGI, Roma, 1999
- A. Celant, Il turismo come fattore di crescita, competitività e occupazione nel Mezzogiorno e nel contesto delle regioni italiane ed europee, contributi presentati al Convegno di Pontignano, Siena 14-15 settembre 1998, 1999
- A. Celant, Caratteri locali, ambiente e sostenibilità come risorse competitive nei percorsi per il riequilibrio produttivo dei sistemi territoriali italiani, dans A. Celant (sous la dir. de), Ecosostenibilità e risorse competitive, SGI, Roma, 2000
- A. Celant (sous la dir. de), Sviluppo rurale e agriturismo di qualità nel mezzogiorno, Pàtron, Bologna, 2001
- A. Celant (sous la dir. de), Competizione territoriale nelle regioni italiane: la geografia come fattore di crescita economica, Società geografica italiana, Roma, 2002
- A. Celant (sous la dir. de), Supplemento Piccola Treccani, Roma, 2002
- A. Celant (sous la dir. de), I siti turistici minori e le zone interne del Mezzogiorno d'Italia, dans M. Colantoni (sous la dir. de), Turismo: fattore di sviluppo, Pàtron, Bologna, 2003
- A. Celant (sous la dir. de), Turismo e crescita produttiva, i fattori locali e competitività del territorio, Programma Cofin MIUR, Roma, 2004
- A. Celant, Competitività internazionale e squilibri territoriali. Il ruolo dell’organizzazione territoriale nell’andamento dei divari tra sistemi locali e il declino del Sistema Paese, Roma, 2005
- A. Celant (sous la dir. de), Global Tourism and Regional Competitiveness, Pàtron, Bologna,  (ISBN 978-88-55-52921-1), 2007
- A. Celant (sous la dir. de), Sviluppo turistico e trasformazioni territoriali. Aree urbane, ecosistemi e complessità regionale, Programma Cofin MIUR, Roma, 2007
- A. Celant e M. A. Ferri (sous la dir. de), L’Italia. Il declino economico e la forza del turismo. Marchesi Grafiche, Roma,  (ISBN 978-88-86248-10-5), 2009
- A. Celant, Contesto geopolitico, logistica e sistema dei trasporti, in Italia che c’è. Reti territoriali per l’unità e la Crescita, in Italiadecide rapporto 2010, Il Mulino, Bologna,  (ISBN 978-88-15-14694-6), 2010
- A. Celant, Sviluppo turistico e trasformazioni territoriali. Fattori di forza e fattori di vulnerabilità di un settore produttivo in Italia, dans Scritti in onore di Manlio Resta,  (ISBN 978-88-13-29917-0), 2010
- A. Celant (sous la dir. de), 100 anni … e la storia continua. Gli eventi della Facoltà con parole e immagini, Marchesi Grafiche, Roma,  (ISBN 978-88-86248-16-7), 2011
- A. Celant, Il turismo nelle regioni dell’Italia di NE, 2011

## Prix
- 2010 : Prix San Marco, décerné par l'Académie San Marco de Pordenone, conféré à titre d’« Exemple à suivre et référence dans le monde académique national et international ».